# Melanagromyza angeliciphaga
Melanagromyza angeliciphaga är en tvåvingeart som beskrevs av Spencer 1969. Melanagromyza angeliciphaga ingår i släktet Melanagromyza och familjen minerarflugor. Arten är reproducerande i Sverige. Inga underarter finns listade i Catalogue of Life.